# Florian Stetter
Florian Stetter (München, 2 augustus 1977) is een Duitse theater- en filmacteur. 

## Biografie
De tegenwoordig in Berlijn woonachtige Stetter bracht zijn jeugd in Regensburg door. In 1998 begon hij een acteeropleiding aan de Otto Falckenberg Hogeschool voor de Kunsten te München. Nog tijdens zijn opleiding kreeg hij al enkele rollen toebedeeld in films.
Zijn eerste verschijning voor de camera vond in 1999 plaats met een rol in de ZDF-televisiefilm Riekes Liebe (1999). In het melodrama L'Amour, l'argent, l'amour (2000) maakte Stetter zijn debuut als acteur in een speelfilm. Naast film- en televisieproducties werkte Stetter mee aan talrijke theaterproducties in Duitsland, Oostenrijk en Zwitserland.

## Onderscheidingen
- Voor zijn rol in l'Amour werd hij in 2001 als meest belovende acteur bekroond met de Max Ophüls Preis.
- Voor zijn rol in de film Die Freunde der Freunde werd Stetter als beste acteur onderscheiden met de Grimme-Preis

## Filmografie

### Bioscoop
- 2000: L'Amour, L'Argent, L'Amour) (rol: David)
- 2001: Der schöne Tag (rol: Jan)
- 2004: Napola – Elite für den Führer (rol: Justus von Jaucher)
- 2005: Sophie Scholl - die letzten Tage (rol: Christoph Probst)
- 2005: Liebes Spiel (rol: Morten)
- 2007: Rückkehr der Störche (rol: David)
- 2010: Nanga Parbat (rol: Reinhold Messner)
- 2013: Der Geschmack von Apfelkernen (rol: Max)
- 2014: Die geliebten Schwestern (rol: Friedrich Schiller)
- 2014: Kreuzweg (rol: Pater Weber)
- 2016: SMS für dich
- 2018: Idioten der Familie
- 2018: Petting statt Pershing
- 2021: Der Boandlkramer und die ewige Liebe

### Televisie

#### Televisiefilms
- 2001: Riekes Liebe (televisiefilm; rol: Nils Wehmeyer)
- 2002: Die Freunde der Freunde (televisiefilm; rol: Arthur)
- 2004: Vater werden ist nicht schwer (televisiefilm; rol: Noah Fauster)
- 2004: Mein Vater, meine Frau und meine Geliebte (televisiefilm: rol: Ernst Weiss)
- 2005: Wellen (televisiefilm; rol: Carl von Gonthard)
- 2005: Schiller (televisiefilm; rol: Scharffenstein)
- 2007: Paparazzo
- 2007: Der geheimnisvolle Schwiegersohn (televisiefilm; rol: David Litschka)
- 2008: Der Seewolf (televisiefilm; rol: Humphrey van Weyden)
- 2009: Die Wölfe (in deel 2, driedelig docudrama; rol: Jakob in 1961)
- 2011: Inklusion – gemeinsam anders (televisiefilm; rol: Albert Schwarz)
- 2012: Die Verführerin Adele Spitzeder (televisiefilm; rol: Balthasar Engel)
- 2014: Die Frau aus dem Moor (televisiefilm; rol: Matthias Staudacher)
- 2014: Die reichen Leichen. Ein Starnbergkrimi. (televisiefilm; rol: Timo Senst)
- 2015: Simon sagt 'Auf Wiedersehen' zu seiner Vorhaut (televisiefilm; rol: Frank Grünberg)
- 2015: Nackt unter Wölfen (televisiefilm; rol: Hans Pippig)
- 2015: Eine wie diese (rol: Ingo Jensen)
- 2016: Die Ermittler – Nur für den Dienstgebrauch (televisiefilm; rol: Melchior)[2]
- 2016: Das Sacher (tweedeler)
- 2017: Das doppelte Lottchen
- 2018: Lost & Found
- 2018: Unterwerfung
- 2019: Wiener Blut
- 2019: Kranke Geschäfte
- 2019: Die drei Königskinder
- 2020: Im Abgrund
- 2022: Gesicht der Erinnerung
- 2022: In falschen Händen
- 2023: Nach uns der Rest der Welt

#### Televisieseries
- 2006: SOKO Kitzbühel - Eine Hexe
- 2009: Tatort - ... es wird Trauer sein und Schmerz
- 2009–2011: Kommissarin Lucas (rol: Leander Blohm)
  - 2009: Vergessen und Vergeben
  - 2010: Aus der Bahn
  - 2010: Spurlos
  - 2010: Wenn alles zerbricht
  - 2011: Am Ende muss Glück sein
  - 2011: Gierig
- 2011: Polizeiruf 110: Zwei Brüder rol: Markus Hartmann)

- 2011: SOKO Leipzig - Mission to Mars
- 2018: Weissensee (6 afleveringen)
- 2019: Die Chefin - Fremder Sohn
- 2020: Dunkelstadt - Traumfänger
- 2021: Friesland: Haifischbecken
- 2021: Helen Dorn: Die letzte Rettung
- 2021: Jenseits der Spree - Blutsbande
- 2021: Vienna Blood – Vor der Dunkelheit
- 2022: Katharina Tempel – Was wir verbergen
- 2022: Ein Schritt zum Abgrund (4 afleveringen)
- 2023: Ein starkes Team: Im Namen des Volkes
- 2023: Zimmer mit Stall – Das Blaue vom Himmel
- 2024: Sexuell verfügbar (5 delen)